# 夜光云

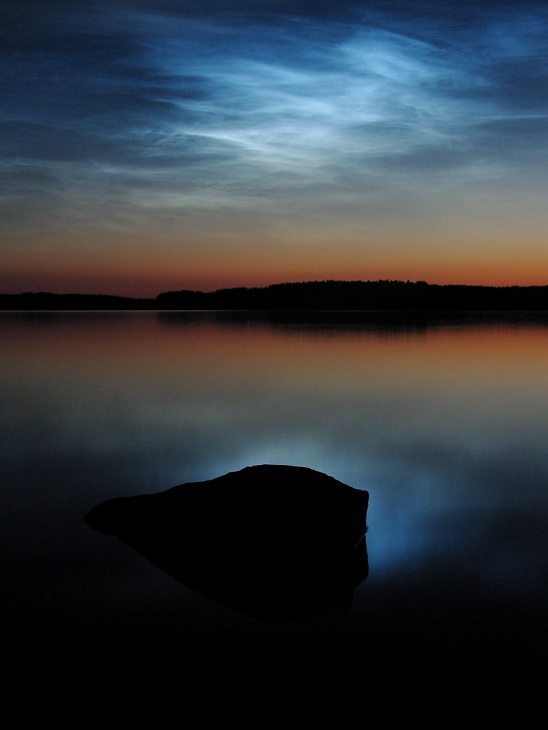
在芬兰塞馬湖上空發生的夜光雲。

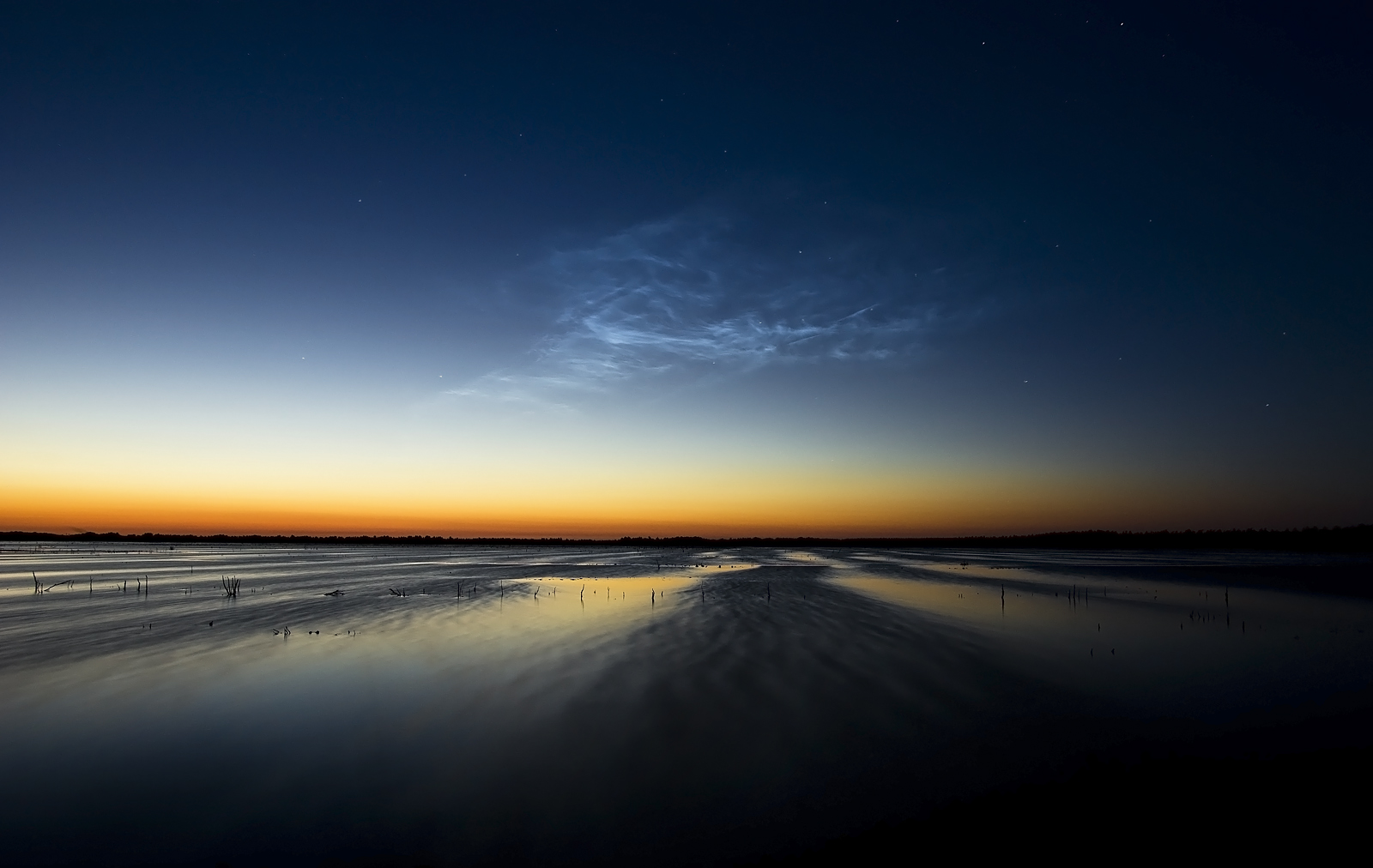
荷兰德伦特省上空的夜光雲。

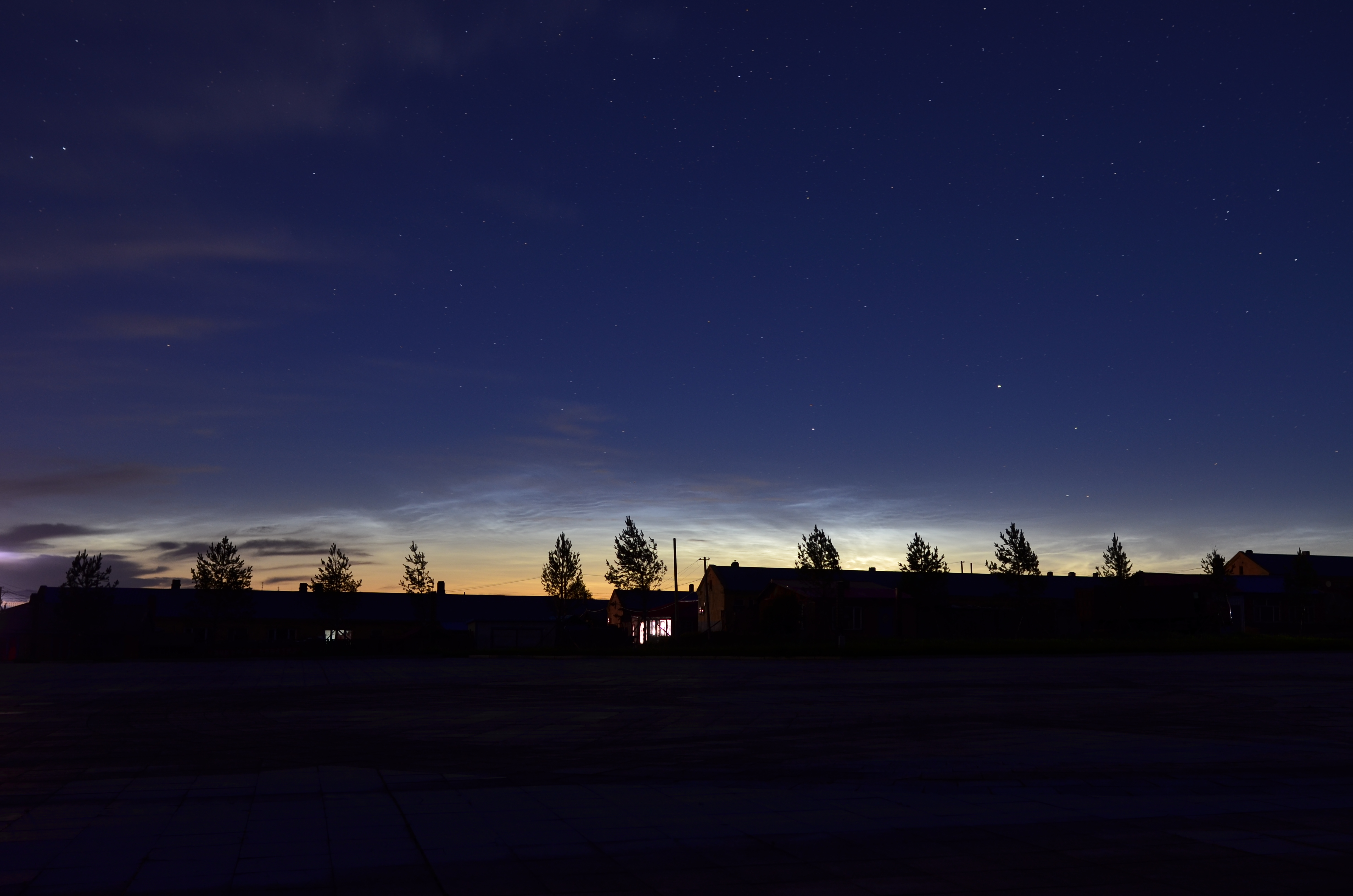
在中国大兴安岭地区漠河县，夏至午夜北方天空的夜光云和曙暮光。

夜光雲或夜間雲是由水冰構成，并较为稀薄的雲，普遍出現在上層大氣層的極地中層雲，可以在深沉的曙暮光中看見。這個名字在拉丁文的意思大約是「在夜晚閃亮」。它們通常在夏天的月份出現在赤道南北緯度50度至70度之處，只有當太陽在地平線下時才能看見。
它們是位置最高的雲，位於中氣層，高度在76公里至85公里。它們通常很暗淡而難以看見，只有當陽光從地平線下滲入，而大氣層的低層已經在地影中時才能看見。夜光雲還沒有被完全了解，它是近代才發現的氣象現象，在1885年之前沒有任何的記錄。
夜光雲只能在特定的條件下形成，它們的出現可以做為高空大氣變化的敏感指標。它們是相對較新的分類，因此在發現的頻率、亮度和範圍都在逐漸增加。理論上認為這種增加與氣候變化有關。

## 觀測時機
夜光云外觀似卷云，但較薄，且颜色为银白色或蓝色，出现在落日后太阳与地平线夹角在6-15度之间的时候。如果太早会因为其太薄而看不见，而太迟了它也会落到地球的阴影之中去。

## 成因
夜光云的成因科学界还有争议，目前最主流的理论认为它主要是由极细的冰晶构成。
一般人的概念中會認為，距地面80多公里的大气一定很冷；但事实上是，这个经验理论只在較低的对流层中成立。对流层之上是平流层（也称作同温层），再往上才是中间层，但平流层的特点是上热下冷（最高温度约在0℃），故垂直方向上的对流很少，而主要是水平方向上的大气运动（所以客机飞行一般选择在平流层中），因此实际上中间层的温度很高。
科学家们认为，这可能是由于垂直方向上重力波的衰减造成的。重力波由于各种异常原因而可能在某些地方减弱，从而导致了低层大气向上的动量传递。这样那些在向东方向上，具有很强相速度的重力波，将向东的动量传递给了高层的大气。
向东方向的流动，将受到赤道方向的科里奥利力的作用，这将引起垂直方向上带有水汽的大气流动（要说明是，高层大气的水汽不一定直接来自地面，有可能是由于甲烷的光分解形成的）。因为只有夏季时高纬度的平流层，才允许相速度东向的重力波传入中间层（冬季季风方向相反，因而东向的动量不能传入中间层），这样，处于夏季的半球的中间层温会因动量的流失而降低（相应地，冬季半球的中间层温度会升高），从而导致了中间层的降温现象（130 K）。
实际上，在整个极地地区的夏天，卫星能够观察到大片的中间层云团，但是纬度太高的地区，在夏季处于极昼，因而夜光云是不易被发现的。在这种条件下，夜光云就只能在夏季的某些高纬度地区被观察到了。

## 外部連結
- NLC time-lapse movies （页面存档备份，存于）
- AIM satellite mission（页面存档备份，存于）
- BBC News Article - Mission to Target Highest Clouds （页面存档备份，存于）
- Noctilucent Cloud Observers' Homepage（页面存档备份，存于）
- Solar Occultation for Ice Experiment (SOFIE)
- Southern Noctilucent Clouds observed at Punta Arenas, Chile（页面存档备份，存于）
- Astronomy Picture of the Day: Noctilucent Clouds Over Sweden （页面存档备份，存于）
- BBC Article - Spacecraft Chases Highest Clouds （页面存档备份，存于）
- CNN Article - Rocket launch prompts calls of strange lights in sky （页面存档备份，存于）
- BBC News - Audio slideshow: Noctilucent clouds （页面存档备份，存于）
- The Harbingers of Change Can Now Be Seen All Around the World! Mysterious Noctilucent Clouds Brighten Up Night Skies （页面存档备份，存于）
- Noctilucent cloud in Belarus （页面存档备份，存于）